# Adaobi Tabugbo
Adaobi Tabugbo, née le 3 octobre 2001, est une athlète nigériane. 

## Biographie
En 2024, Adaobi Tabugbo est médaillée d'or du relais 4 × 100 m et termine cinquième de la finale du 100 mètres haies aux Championnats d'Afrique à Douala ; elle ne participe qu'aux séries de l'épreuve.